# Damalina hirtipes
Damalina hirtipes är en tvåvingeart som beskrevs av Meijere 1914. Damalina hirtipes ingår i släktet Damalina och familjen rovflugor. Inga underarter finns listade i Catalogue of Life.